# Belaspidia nigra
Belaspidia nigra är en stekelart som först beskrevs av Siebold 1856.  Belaspidia nigra ingår i släktet Belaspidia och familjen bredlårsteklar. Inga underarter finns listade.